# إيكر ألفاريز
إكير ألفاريز هو لاعب كرة قدم أندوري، ولد في 25 يوليو 2001 في أندورا لا فيلا في أندورا.

## وصلات خارجية
- إكير ألفاريز على موقع الاتحاد الدولي (مؤرشف)  (الإنجليزية)
- إكير ألفاريز على موقع الاتحاد الأوربي (الإنجليزية)
- إكير ألفاريز على موقع قاعدة بيانات كرة القدم.إي يو (الإنجليزية)
- إكير ألفاريز على موقع ناشيونال فوتبول تيمز (الإنجليزية)
- إكير ألفاريز على موقع Soccerbase.com (لاعب) (الإنجليزية)
- إكير ألفاريز على موقع Soccerway.com (الإنجليزية)
- إكير ألفاريز على موقع عالم كرة القدم.نت (الإنجليزية)